# Tarquinia rosso novello
Il tarquinia rosso novello è un vino DOC la cui produzione è consentita nelle province di Roma e Viterbo.

## Caratteristiche organolettiche
- colore: rosso più o meno intenso
- odore: vinoso, lievemente fruttato
- sapore: vinoso, armonico, talvolta vivace

## Produzione
Provincia, stagione, volume in ettolitri
- nessun dato disponibile